# Pfadordnung
Pfadordnung ist eine in der theoretischen Physik gebräuchliche mathematische Operation, gekennzeichnet durch den Pfadordnungsoperator {\displaystyle {\mathcal {P}}}. Pfadordnung erlaubt die Verallgemeinerung bestimmter Reihenentwicklungen auf nichtkommutative algebraische Strukturen, wie sie in der Quantentheorie und Quantenfeldtheorie auftreten. Grob gesprochen entsteht durch die fehlende Vertauschbarkeit der Operatoren in Produkten eine natürliche „Ordnung“, die kompakt durch Pfadordnung ausgedrückt werden kann.
In nichtrelativistischen Theorien ist insbesondere Zeitordnung, d. h. Pfadordnung nach dem Parameter Zeit, von Bedeutung. Diese wird durch den Zeitordnungsoperator {\displaystyle {\mathcal {T}}} oder {\displaystyle T} gekennzeichnet.
Der Pfadordnungsoperator (und damit auch der Zeitordnungsoperator) ist kein linearer Operator und wird deshalb manchmal auch als „Meta-Operator“ oder „Symbol“ bezeichnet.

## Definition
Für ein Produkt von linearen Operatoren {\displaystyle O_{i}(x_{i})}, die von einem Parameter {\displaystyle x} abhängen, ist das pfadgeordnete Produkt als jene Permutation {\displaystyle \pi } der Faktoren definiert
{\displaystyle {\mathcal {P}}O_{1}O_{2}\cdots O_{n}:=(\pm 1)^{\pi }O_{\pi (1)}O_{\pi (2)}\cdots O_{\pi (n)}},
sodass die Operatoren nach dem Wert der Parameter geordnet auftreten:
{\displaystyle x_{\pi (1)}>x_{\pi (2)}>\cdots >x_{\pi (n)}}
Tritt ein Parameterwert mehrfach auf, so ist die Pfadordnung nicht definiert. Da bei pfadgeordneten Produkten aber in der Regel über den Parameter integriert wird, verschwindet das Maß solcher Punkte.
Das Vorzeichen ist für Bosonen immer +1, für Fermionen gleich dem Vorzeichen der Permutation (+1 falls die Anzahl an Vertauschungen gerade ist, ansonsten −1).

### Beispiel: Kausale Greensche Funktion
In der theoretischen Festkörperphysik ist die kausale Greensche Funktion {\displaystyle G(t-t^{\prime })} von Bedeutung, die die Propagation eines Elektrons {\displaystyle (t>t^{\prime })} bzw. eines Loches {\displaystyle (t<t^{\prime })} in der Zeit angibt. In zweiter Quantisierung lässt sich diese Funktion mit Hilfe der Zeitordnung kompakt anschreiben:
{\displaystyle G(t-t^{\prime })=-\mathrm {i} \left\langle {\mathcal {T}}\;\psi (t)\,\psi ^{\dagger }\!(t^{\prime })\right\rangle ={\begin{cases}-\mathrm {i} \left\langle \psi (t)\,\psi ^{\dagger }\!(t^{\prime })\right\rangle &t>t^{\prime }\\+\mathrm {i} \left\langle \psi ^{\dagger }\!(t^{\prime })\,\psi (t)\right\rangle &t<t^{\prime }\\\end{cases}}}

## Pfadgeordnetes Exponential
Häufig tritt Zeitordnung innerhalb einer Reihenentwicklung auf. Hier hat sich die zeitgeordnete Exponentialfunktion eingebürgert:
{\displaystyle {\begin{aligned}{\mathcal {T}}\exp \left(\int _{0}^{t}d\tau A(\tau )\right):&=\sum _{n=0}^{\infty }{\frac {1}{n!}}\iint \!\cdots \!\int _{0}^{t}d^{n}\tau \ {\mathcal {T}}\left[A(\tau _{1})A(\tau _{2})\cdots A(\tau _{n})\right]\\&=\sum _{n=0}^{\infty }\int _{0}^{t}d\tau _{1}\int _{0}^{\tau _{1}}d\tau _{2}\cdots \int _{0}^{\tau _{n-1}}d\tau _{n}\ A(\tau _{1})A(\tau _{2})\cdots A(\tau _{n})\end{aligned}}}
Dies lässt sich auf beliebige Funktionen des Operators verallgemeinern.

## Referenzen
- Alexandre M. Zagoskin: Quantum Theory of Many-Body Systems. In: Graduate Texts in Contemporary Physics. Springer, New York, NY 1998, ISBN 978-1-4612-6831-4, S. 24.